# 王健 (1965年)
王健（1965年9月—），男，汉族，中华人民共和国政治人物。沈阳工业大学管理工程系会计学专业在职研究生，工学硕士。中共第二十届中央候补委员。

## 生平
1984年9月至1988年8月在沈阳工业大学的管理工程系工业管理工程专业学习，期間于1985年11月加入中国共产党，畢業後長期在沈阳市科技局、沈北新区、蘇家屯區、大东区和渾南區任職，2016年10月任沈阳市委常委、政法委員會書記。2018年8月任中共葫芦岛市委书记，2019年1月當選市人大常委會主任。
2020年9月，任中共遼寧省委常委。10月，任省委秘书长。
2021年12月，任辽宁省人民政府党组副书记。2022年1月出任辽宁省常务副省长。